# Bad St. Leonhard im Lavanttal
Bad St. Leonhard im Lavanttal est une commune autrichienne du district de Wolfsberg en Carinthie.

## Personnalités
- Siegfried Tragatschnig (1927-2013), peintre autrichien né à Theißing.